# Little Fish (Mangaka)
Little Fish (* 1972 in Tokio, Japan) ist ein japanischer Manga-Zeichner.
Seine ersten Arbeiten, allesamt Kurzgeschichten, erschienen zwischen 1995 und 1997 im japanischen Avantgarde-Magazin Garo. Danach hörte er mit dem Comiczeichnen auf. Nachdem er die von internationalen Künstlern geschaffene Anthologie Comix 2000 gelesen hatte, änderte er seine Entscheidung und arbeitete wieder an Comics.
2002 gründete er das Independent-Kunstmagazin Spore. Der La Nouvelle Manga-Bewegung, die den Stilaustausch europäischer (vor allem französischsprachiger) und japanischer Comiczeichner fördert, schloss er sich 2003 an. 2004 veröffentlichte er die Kurzgeschichte Bubble Illusion im französischen Comicmagazin Bang!. Für den in sieben Sprachen veröffentlichten und mit dem Preis der Vereinigung japanischer Comiczeichner preisgekrönten Band Japan. As Viewed by 17 Creators, an dem sich 17 japanische und französische Comiczeichner beteiligten, schuf er den zehnseitigen Comic The Sunflower.
Die Panelaufteilung des Zeichners ist in all seinen ohne Dialog auskommenden Arbeiten gleich. Sechs quadratische Panels verteilen sich auf eine Seite.